# Чікен-Рок
Чікен-Рок (англ. Chicken Rock, менс. Carrick ny Kirkey) — найпівденніший острів, що знаходиться під управлінням острова Мен. Єдиною його пам'яткою є маяк, висотою 44 метри (144 фути), який був розроблений інженерами Девідом і Томасом Стівенсонами і побудований в 1874 році, а офіційним днем початку його роботи вважається 1 січня 1875 року.
Назва Чікен, можливо, походить від морської птиці, часто відвідує це місце — качурка, або Mother Carey's Chickens.

## Історія
13 листопада 1866 року Міністерство торгівлі запропонувало розглянути питання про освітлення каналу Св. Георгія. Це було пов'язано з тим, що маяк на острові Каф-оф-Мен часто був оповитий туманом, і із-за цього здалеку можна було побачити скелю Чікен-Рок, що представляла велику небезпеку для мореплавців. У 1868 році було прийнято рішення про будівництво маяка. Маяк був побудований в 1874 році і офіційно відкритий 1 січня 1875 року.
У 1961 році маяк був автоматизований.